# サーベイヤー3号
サーベイヤー3号(英語: Surveyor 3)はアメリカ合衆国のサーベイヤー計画の3機目の月着陸探査機。1967年4月17日に打ち上げられ、4月20日に月面座標南緯3° 01′ 41.43″、東経23° 27′ 29.55″ 嵐の大洋の既知の海付近に着陸した。その後6,315枚のテレビ画像を地球に送っている。
サーベイヤー3号の着陸時、反射率の高い岩が宇宙機の月降下レーダーを混乱させたことが、後にクレーター内部で判明した。エンジンは当初計画されていた4.3mの位置で切ることに失敗し、この遅れによって着陸機は月面で2度バウンドすることになった。最初のバウンドでは10m程度に持ち上がり、2度目は3m程度のバウンドであった。2度のバウンドの後、当初計画の3.4mより低い3メートルの高さから速力0で落ちることとなり、非常にゆっくりと降下し接地3度目で月面への着陸を果たした。
3号はサーベイヤー計画で初めて表面土壌採取スコップを搭載しており、伸縮式の腕は撮影した写真の中に見ることができる。この機構は電気モーターで稼働する腕に乗っており、月に溝を掘るために使った。これらの溝は18センチメートルの深さに達し、溝から得られた土壌は画像を撮影し、地球へと送信するためにサーベイヤーのテレビカメラの前に据えられた。1967年5月3日に月で最初の夜を迎え、太陽電池で稼働するサーベイヤーは一度休眠した。夜明けは14日後であったが、夜の間にとても冷たい状況におかれたため、再稼働はできなかった。これは月の夜明け後にも再稼働を果たしたサーベイヤー1号とは対照的な結果となった。
1973年、サーベイヤー3号が着陸したクレーターに「サーベイヤー」と命名された。

## 装置類

### テレビ装置

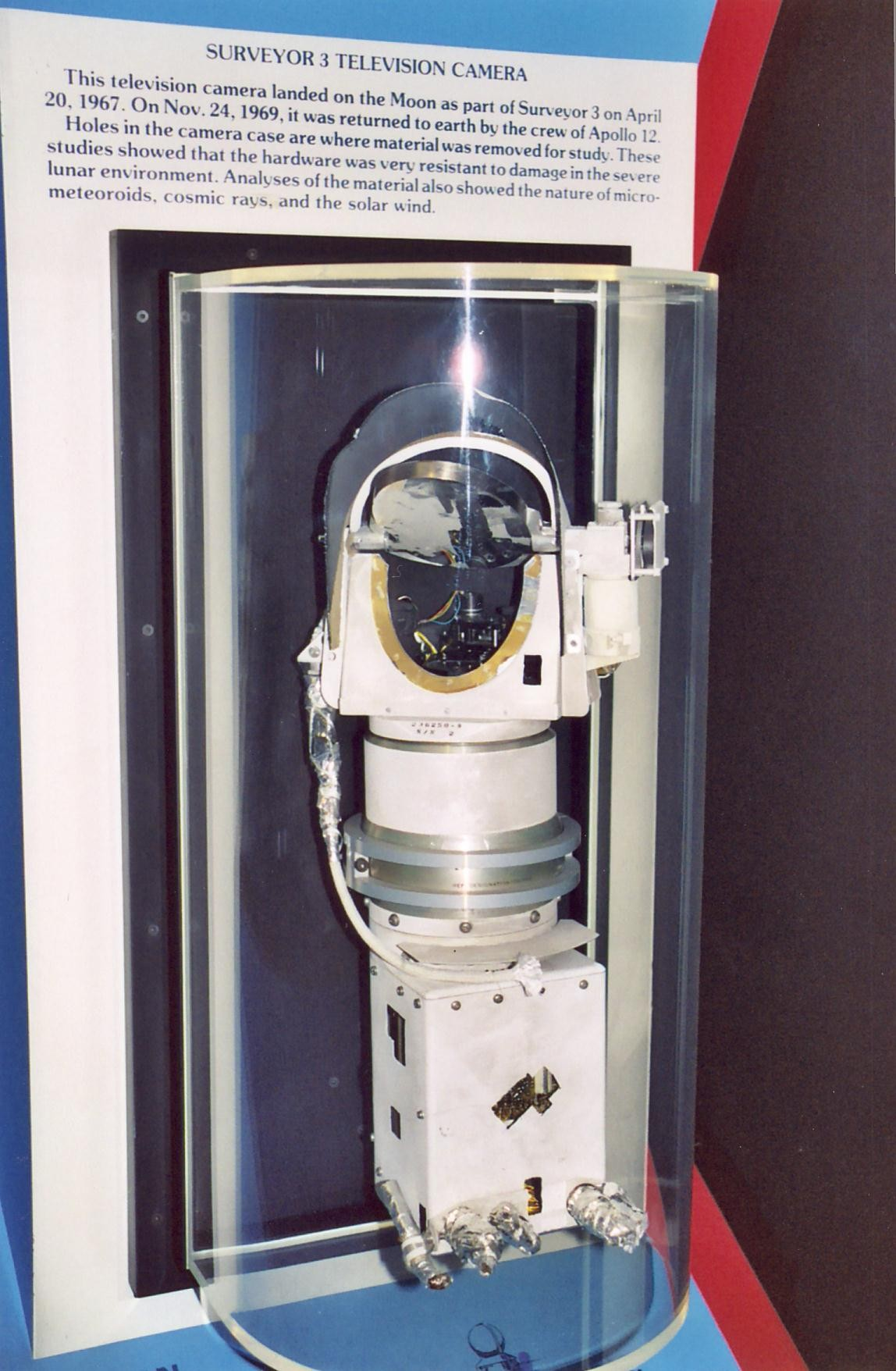
サーベイヤー3号のカメラ、国立航空宇宙博物館

ビジコン管、25・100ミリメートル焦点レンズ、シャッター、光学フィルター、絞りの機能がついたテレビカメラが中央の軸から16度傾斜の軸に取り付けられていた。また、垂直、水平方向に可動な鏡の下に取り付けられていた。カメラの運用は地上からのコマンドに依存していた。方位で360度、面法線の+40度上からカメラのZ軸、さらに-65度下まで撮影できた。200走査線モードは無指向アンテナで送信を行い1フレームあたり61.8秒で走査した。200走査線写真の完全なビデオ送信は20秒が必要であり、1.2kHzの帯域幅が使われた。600走査線写真は指向性アンテナで送信され、これらの写真は走査1回に3.6秒がかかり、ビジコンからの画像を読むのに名目1秒を必要とし、220kHzの帯域幅が使われた。これらの写真は高持続蛍光体に被せられた低速スキャンモニターで表示された。持続性は名目最大フレームレートに合うように選ばれた。TV識別の1フレームは1画像ごとに受信され、受信画像とともにレート対応のリアルタイムで表示された。これらのデータは磁気ビデオテープに記録された。
カメラは1967年4月20日から5月3日までに6,315枚の写真を地球に送信した。これらの写真の中には宇宙機自身、パノラマ月面調査写真、掘取機の動作の様子、地球による日食の様子などが撮影された。
アポロ12号の月着陸船はサーベイヤー3号の着陸地点近郊に着陸して乗組員のコンラッドとビーンは宇宙機を調べ、10kgほどのサーベイヤーのパーツを地球に持ち帰った。この中にはカメラも含まれており、現在では国立航空宇宙博物館の常設展示になっている。

### 土質力学表面サンプラー
土質力学表面サンプラーは月表面を掘り、削り、溝を作るために設計され、月面の特性を決定するために月面物質を撮影しながら運べるようになっていた。サンプラーはテレビカメラの下に乗っており、おおよそ長さ120mm、幅50mmのスコップで構成されていた。スコップはコンテナ、鋭い刃、電動開閉式のコンテナからできていた。月の表面に地面を平坦にならすためスコップのドアには小さなフットパッドが取り付けられていた。最大直径32mmの月面物質を保持でき、100cm3までの月面の砂塵を持ち上げることができた。
スコップはパンタグラフ式の先についており、この構造は宇宙機の近くからおおよそ1.5mまで延ばすことができた。この腕は方位角 +40から-72まで動き、モーターで130mmまで持ち上げることができ、重力とばねによる力で月面に下げることもできた。表面サンプラーはベアリング試験7回、トレンチ試験4回、衝撃試験13回を実行した。10回運用され、合計運用時間は18時間22分であった。月面にモーター電流と力の測定が行われたものの、測定結果は月面着陸後の宇宙機のテレメトリの状態が悪かったために推定は可能であったが、詳しい値は得られなかった。小さなトルクスプリングのばね定数は衝撃試験による密度の決定を妨げた。38-50mmのめり込みがベアリングのテストから得られ、月面にトレンチを作る操作中に175mmの深さに到達した。機構と電気補助の設計は月面での運用に十二分であった。

## アポロ12号と惑星間汚染の可能性
サーベイヤー3号の着陸地点は後にアポロ12号の月着陸船の目標に選ばれた。人造物や素材を厳しい月面環境への長期曝露した影響などの研究のために幾つかの部品が選ばれ地球に帰還した。アポロ12号以来宇宙から地球に戻った宇宙機は多いものの、これは人間が地球外に送った宇宙機を訪れた唯一の事例になっている。
アポロ12号が持ち帰ったサーベイヤーのカメラを持ち帰ったあとの分析によって、一般的なタイプの細菌、ストレプトコッカス・ミティスが発見された。過酷な月面にあっても2年半にわたって休眠状態で生存しており、惑星間汚染を引き起こしたと言う説がある。この説は惑星間パンスペルミア説を補強するものであった。が、それ以上にNASAにとって、生命の可能性が考えられる他惑星へ探査機を送り込む場合、より厳格な生物除去の作業の必要性を感じさせるものであった。顕著な例としてはガリレオは木星の探査ミッションを終えたあと、エウロパの汚染を起こさないために木星に突入させ、破壊している。
一方、独立した調査員は月面のサーベイヤー3号で細菌が生存していたという説に反論している。

## ルナー・リコネッサンス・オービター

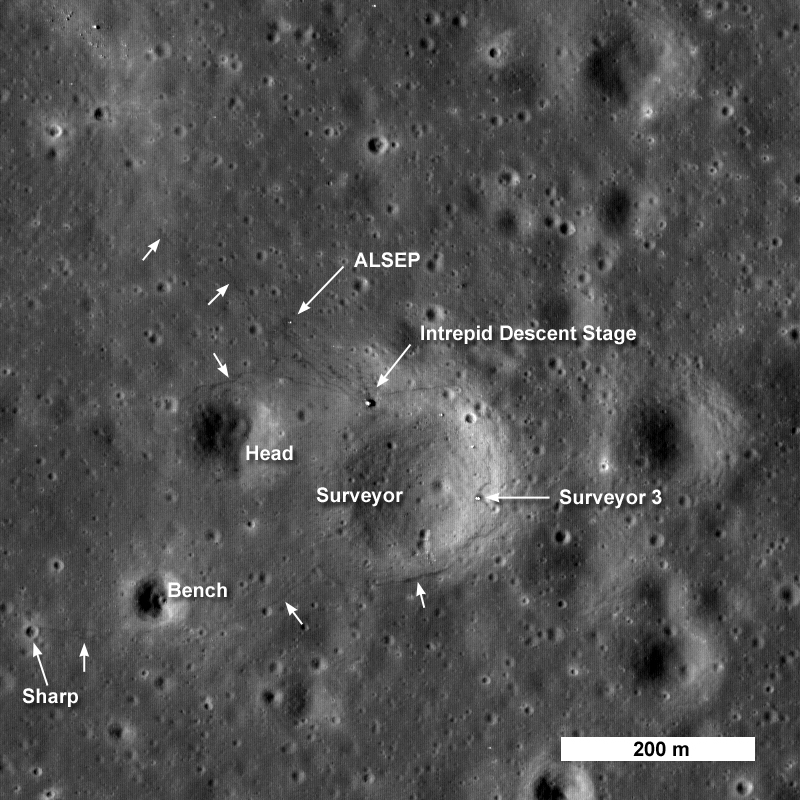
2009年に撮影された画像

2009年、ルナー・リコネサンス・オービターがサーベイヤー3号の着陸地点を詳しく撮影し、この中では機体周辺に宇宙飛行士の足跡も見ることができた。2011年には再びこの場所の上空をより低い高度で通り、より高解像度の画像を得ている。

## 註
1. ↑  hq.nasa.gov Surveyor Crater and Surveyor III
2. ↑  nasa.gov Contour Map of Surveyor Crater
3. ↑  Thurman, Sam W. (February 2004). “Surveyor Spacecraft Automatic Landing System”. 27th Annual AAS Guidance and Control Conference.
4. ↑  “Earth microbes on the Moon”.   Science.nasa.gov. 2009年7月20日閲覧。
5. ↑  “Lunar Reconnaissance Orbiter images of the Surveyor 3 landing site”. 2009年9月4日閲覧。
6. ↑  “Lunar Reconnaissance Orbiter returns to the Apollo 12/Surveyor 3 landing site in 2011”. 2012年6月29日閲覧。